# Gudsø
Gudsø (Gudens Ø) er en landsby mellem Fredericia og Kolding.
Gudsø samt Gudsø Vig blev nævnt allerede i 1524 som ´Gutzwiig´(gudens vig).
Gudsø bestod i 1682 af 4 gårde og 1 hus med jord. Det samlede dyrkede areal udgjorde 62,7 tønder land skyldsat til 10,97 tønder hartkorn. Dyrkningsformen var tovangsbrug med rotationen 4/4.